# Brian Tosh
Brian A. Tosh (Almonte, Ontario, 1946. december 28. –) kanadai profi jégkorongozó.

## Pályafutása
Komolyabb junior karrierjét a CJAHL-es Smiths Falls Bearsben kezdte 1963-ban. A csapatban 1967-ig játszott, mint védő. Junior évei alatt több díjat is nyert jó játékának köszönhetően. Az 1967-es NHL-amatőr drafton a New York Rangers választotta ki a 2. kör 15. helyén. Felnőtt pályafutása nem indult jól. A draft után elcserélték a Pittsburgh Penguinshez, majd onnan az AHL-be került, de az edzőtáborban megsérült a jobb bokája és így az IHL-be került. Végül ebben az évben 68 mérkőzésen játszott a Fort Wayne Kometsben, majd 1968 végén visszavonult. Ezután szülővárosában tűzoltó lett. A profi jégkorongozó Corey Foster, valamint a szintén profi játékos Tyson Holly nagybátyja.